# 上村くにこ
上村 くにこ（うえむら くにこ、1944年7月18日 -2024年7月2日 ）は、日本のフランス文学者。甲南大学名誉教授。本名・邦子。旧姓・内藤。大阪大学文学部仏文科卒。同大学院博士課程満期退学。パリ第4大学より文学博士の学位を取得。1981年甲南大学文学部助教授、教授。2013年退職、名誉教授。ルイ＝フェルディナン・セリーヌ、スタンダールなどを研究、恋愛やフェミニズムを論じる。

## 著書
- 『性の崩壊 男と女の性差がなくなる時』フォー・ユー 1988
- 『白鳥のシンボリズム 神話・芸術・エロスからのメッセージ』御茶の水書房 1990
- 『純愛コンプレックス どう愛すればいいのか?』大和書房 1993
- 『せつない恋の育て方 ヒロインたちの愛の選択』PHP研究所 1997
- 『フランス流恋愛の作法 幸せをつかむ101の言葉』PHP文庫 2000
- 『失恋という幸福 U教授の『恋愛論』講義』人文書院 2003
- 『恋愛達人の世界史』中公新書ラクレ 2006
- 『死にぎわに何を思う　日本と世界の死生観から』アートヴィレッジ 2020

共編
- 『フランス文学/男と女と』西川祐子共編 勁草書房 1991
- 『暴力の発生と連鎖 心の危機と臨床の知』編 人文書院 2008

### 翻訳
- オーノワ夫人『ロゼット姫 フランス妖精物語』東洋文化社・メルヘン文庫 1980
- L・F・セリーヌ『教会 五幕劇』松籟社 1981
- ミルトン・ヒンダス『敗残の巨人 現代文学の異様な冒険 セリーヌ会見記』松籟社 1982
- エリザベート・バダンテール『男は女、女は男』饗庭千代子共訳 筑摩書房 1992
- バダンテール『XY 男とは何か』饗庭千代子共訳　筑摩書房 1997
- エルネスト・ルナン『イエスの生涯』忽那錦吾共訳 人文書院 2000
- ジャン＝ピエール・ヴェルナン『ギリシア人の神話と思想 歴史心理学研究』ディディエ・シッシュ、饗庭千代子共訳 国文社 2012
- アーヴィン・D・ヤーロム『死の不安に向き合う』饗庭千代子ほか共訳 岩崎学術出版社 2018
- ピエール・ヴェルナン『形象・偶像・仮面――コレージュ・ド・フランス 宗教人類学講義』饗庭千代子共訳（前田耕作企画）、みすず書房 2024

## 参考
- 『失恋という幸福』著者紹介

## 注
1. ↑  『現代日本人名録』2002